# John Taverner
John Taverner (* um 1490 in Lincolnshire; † 18. Oktober 1545 (CE: 1475–1535) in Boston, Lincolnshire) war ein englischer Komponist der Renaissance.

## Leben
Taverners Leben ist Anlass zu reichlicher Legendenbildung, die überlieferten Fakten sind jedoch eher spärlich: In den Jahren 1524/25 war er Mitglied im Collegiate Choir von Tattershall im Süden der englischen Grafschaft Lincolnshire. Der Bischof von Lincoln schlug ihn 1525 zum Chorleiter für das neu gegründete Cardinal’s College (heute Christ Church College und Kathedrale) in Oxford vor. Wegen des Verdachts häretischer (lutherischer) Gruppierungen im College wurde dieses in die Verwaltung des Königs übernommen. Taverner verließ 1530 das College.
1536 taucht er in den Akten der Stadt Boston in Lincolnshire auf. Die wohlhabende Gemeinde der St. Botolph’s Church unterhielt einen Chor mit 30 Sängern. Durch königliche Erlasse verloren die Gilden der Kirche ihre finanziellen Mittel, so dass Taverners Anstellung dort 1537 endete. Taverner blieb jedoch in Boston. Er stand in Kontakt mit Thomas Cromwell, dem protestantischen Minister des englischen Königs Henry VIII. In dessen Auftrag führte er in der Region Boston die 1534 veranlasste Auflösung der Klöster durch.

## Werk
Als Komponist widmete Taverner sich ausschließlich der Kirchenmusik. Zu seinen bedeutendsten Werken gehören:
- Missa Gloria tibi Trinitas (6-stimmig)
- Western Wynde Mass (4-stimmig)
- Missa sine nomine (4-stimmig)
- Playn Song Mass (4-stimmig)

Der Missa Gloria tibi Trinitas verdankt die englische Instrumentalmusik eine ihrer zwischen etwa 1540 und 1700 beliebtesten Formen, das sogenannte In nomine. Es geht auf die Vertonung der Textstelle in nomine Domini im Benedictus dieser Messe zurück, die von einem anonymen Bearbeiter für Gambenconsort bearbeitet wurde. In dessen Nachfolge haben zahlreiche Komponisten aus diesem Stück immer wieder neue Bearbeitungen und Varianten hervorgebracht, welche die stilistische Entwicklung der englischen Consortmusik widerspiegeln. Noch Henry Purcell (1659–1695) komponierte ein In nomine. Mit dem Verschwinden des Gambenconsorts aus der englischen Instrumentalmusik endete auch die Tradition dieses Genres. Im 20. Jahrhundert wurde sie von Komponisten wie Peter Maxwell Davies und Gavin Bryars aufgegriffen.
Die (durch Fiktion ergänzte) Lebensgeschichte Taverners wurde Gegenstand der Oper Taverner von Peter Maxwell Davies, die 1972 uraufgeführt wurde.